# Хайнрих VI фон Верденберг-Албек
Хайнрих VI фон Верденберг-Албек (на немски: Heinrich VI, Graf von Werdenberg-Albeck; * пр. 1359; † 23 август 1388) е граф на Верденберг-Албек. Резиденцията Албек днес е част от Лангенау в Баден-Вюртемберг.

## Биография
Той е третият син на граф Еберхард I фон Верденберг-Швалнег († 1383) и втората му съпруга София фон Дирзберг-Геролдсек († 1391), дъщеря наследничка на Валтер VI фон Геролдсек († 1349) и Клара фон Юзенберг († 1350). Внук е на граф Хайнрих I фон Верденберг-Албек († 1332/1334) и графиня Агнес фон Вюртемберг (1293 – 1349). По друг източник вер. той е син (на чичо му) Хайнрих II фон Верденберг-Албек († сл. 1366), (брат на Еберхард I), и съпругата му Берта фон Кирхберг († 1366), дъщеря на граф Конрад V фон Кирхберг († сл. 1315) и Агнес фон Тауферс († 1351). Той е правнук на Рудолф II фон Верденберг-Зарганс († 1323) и втората му съпруга Аделхайд фон Бургау († ок. 1307), дъщеря наследничка на маркграф Хайнрих II фон Бургау († 1293) и Аделхайд фон Албек († 1280). Брат е на Хайнрих V фон Верденберг-Зарганс († 1397), Еберхард II фон Верденберг-Зарганс († сл. 1379), Ирмгард фон Верденберг († сл. 1379), омъжена пр. 13 юли 1371 г. за граф Ото II фон Хоенберг-Наголд († 1379/1385), и на Удилхилд фон Верденберг-Албек († сл. 1399), омъжена пр. 20 септември 1369 г. за граф Албрехт II фон Льовенщайн-Шенкенберг († 1382).
Ок. 1289 г. граф Рудолф фон Верденберг-Зарганс получава чрез наследство замък Албек. Ок. 1300 г. се прави престрояване на сградата и се поставя стена. Граф Конрад фон Верденберг го продава през 1383 г. за 6830 златни гулдена на имперския град Улм; тази линия изчезва през 1415 г. Еберхард I († 1383) основава страничната линия Трохтелфинген.

## Фамилия
Първи брак: ок. 8 януари 1359 г. с Елизабет I фон Йотинген († пр. 25 февруари 1370), дъщеря на граф Албрехт фон Йотинген († 1357) и Аделхайд фон Ортенберг († 1391). Те има две деца:
- Конрад фон Верденберг-Албек († сл. 1415)
- Хайнрих XI фон Верденберг-Албек († сл. 1374)

Втори брак: пр. 25 февруари 1370 г. за Агнес фон Хелфенщайн († 1386), дъщеря на граф Улрих VI фон Хелфенщайн († 1372) и Мария Котроманич от Босна (* 1333?; † 27 април 1403), сестра на крал Стефан Дабиша (упр. 1391 – 1395). Те нямат деца.